# 萊姆格羅夫 (內布拉斯加州)
萊姆格羅夫（英語：Lime Grove）是位於美國內布拉斯加州迪克森縣的非建制地區。

## 歷史
萊姆格羅夫的郵局於1883年設立，其後於1902年停運。

## 地理
萊姆格羅夫所處的海拔為高於海平面394米（即1293英呎），而該地所採用的時區為UTC-6，即北美中部时区（CST）。同時該地設有夏令時間，為UTC-6調快一小時，即UTC-5（CDT）。